# Trung tâm Quốc tế về Sinh thái và Sinh lý học Côn trùng
Trung tâm Quốc tế về Sinh thái và Sinh lý học Côn trùng, viết tắt là ICIPE (International Centre of Insect Physiology and Ecology ) là một tổ chức hoạt động trong lĩnh vực nghiên cứu sinh thái và sinh lý học côn trùng và ứng dụng liên quan. Tổ chức này được thành lập năm 1970.